# Candidatus (Biologie)

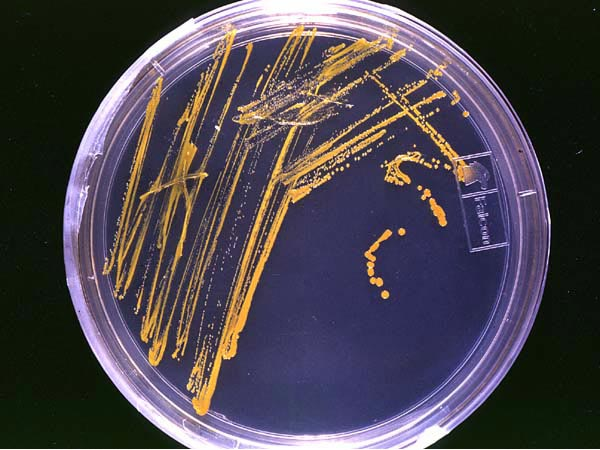
Kultur eines Bakteriums aus einem marinen Schwamm in einer Petrischale mit einem Nährboden aus Agar-Agar

Candidatus (abgekürzt Ca.) ist ein Begriff, der in der wissenschaftlichen Nomenklatur dem Namen einer Bakterien- oder Archaeenart vorangestellt wird, wenn diese noch nicht kultiviert werden konnte. Die Schreibweise ist dann beispielsweise Candidatus Desulforudis audaxviator für ein Bakterium, dessen Erbgut (DNA) aus dem Wasser in einer Tiefe von mehr als 1500 m in südafrikanischen Minen isoliert wurde oder für Candidatus Thiobios zoothamnicoli für ein auf den Kolonien eines Wimpertierchens lebendes, sulfidreduzierendes Bakterium, das bisher nur zusammen mit den Kolonien kultiviert werden konnte. Auch bei höheren Taxa wie Gattungen kann ein Candidatus vorangestellt werden, solange es keine kultivierten Mitglieder gibt (bzw. die Typusart nicht kultivierbar ist).

## Verwendung
Für die gültige Beschreibung und Publikation einer Archaeen- oder Bakterienart ist es nötig, diese Art von anderen zu isolieren und zu kultivieren. Ein solcher Stamm wird dann in einer Sammlung von Bakterienkulturen, wie der Deutschen Sammlung von Mikroorganismen (DSMZ), gehalten. Die Physiologie und Lebensweise dieser Mikroorganismen kann dadurch studiert werden. Bei vielen Arten ist diese Kultivierung unter Laborbedingungen nicht möglich, da sie als Parasiten oder Endosymbionten in den Zellen oder in den Organen anderer Organismen leben oder als Extremophile etwa in der Tiefsee unter extremen ökologischen Bedingungen vorkommen.
Der Status Candidatus wird also verwendet, wenn eine Mikrobenart zwar gut charakterisiert ist, vor allem durch molekulargenetische Analyse des Erbmaterials (etwa durch Metagenomik), aber nicht unter Laborbedingungen ohne die Anwesenheit anderer Zellen isoliert und dauerhaft in einer Bakterienkultur gehalten werden konnte.

## Geschichte
1994 schlugen Murray und Schleifer vor, solche ungenügend beschriebenen Bakterientaxa anstatt als Art oder Gattung als Candidatus ohne taxonomischen Rang zu bezeichnen. Candidatus ist also die Vorstufe zu einem möglichen Taxon. Es wurde empfohlen, eine Liste dieser Kandidaten für ein Taxon in einer Liste im International Journal of Systematic Bacteriology (heute International Journal of Systematic and Evolutionary Microbiology) zu veröffentlichen. 1995 wurde von Murray und Stackebrandt die Implementierung des Status Candidatus für unvollständig beschriebene Bakterientaxa empfohlen und gewann zunehmend an Bedeutung. Die Kategorie Candidatus soll nach diesem Vorschlag für die Beschreibung prokaryotischer Lebewesen verwendet werden, von denen mehr als eine DNA-Sequenz bekannt ist, wenn die Bedingungen für eine vollständige Beschreibung nach dem International Code of Nomenclature of Bacteria nicht erfüllt sind. Außer der genetischen Information soll eine solche Beschreibung auch alle verfügbaren Informationen über morphologische Merkmale und Ultrastruktur, den Stoffwechsel, und die Reproduktion enthalten.